# 李希倩
李希倩（?—?），唐朝軍事人物。
李希烈之弟。早年為朱泚将領。興元元年五月，京畿渭北商華兵馬副元帥李晟收復京城，至光泰门（长安苑城东北）筑垒，李希倩求战，李晟說：“贼不出，是吾忧也。今乃冒死来，天诱之矣。”下令副元帅兵马使吴诜發兵出擊，大败张庭芝、李希倩部，追入光泰门，又败之。李希倩被处死，希烈大为恼怒，兴元元年八月三日（785年8月23日），將顏真卿縊死於龙兴寺柏树下。